# Oxytropis saposhnikovi
Oxytropis saposhnikovi är en ärtväxtart som beskrevs av Porphyriy Nikitich Krylov. Oxytropis saposhnikovi ingår i släktet klovedlar, och familjen ärtväxter. Inga underarter finns listade i Catalogue of Life.